# Ewa Podleś

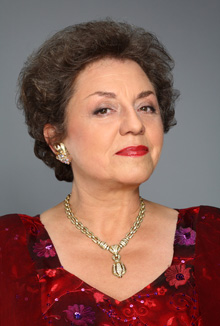
Ewa Podleś

Ewa Maria Podleś (ur. 26 kwietnia 1952 w Warszawie, zm. 19 stycznia 2024 tamże) – polska śpiewaczka operowa i estradowa światowej sławy, kontralt.

## Życiorys
Ukończyła studia muzyczne w Akademii Muzycznej im. Fryderyka Chopina w Warszawie pod kierunkiem Aliny Bolechowskiej. Debiutowała w 1976 rolą Rozyny w Cyruliku sewilskim Gioacchino Rossiniego na deskach Opery Warszawskiej. Zdobycie nagród na konkursach śpiewaczych w Moskwie, Tuluzie i Barcelonie otworzyło jej wrota do międzynarodowej kariery.
W 1984 debiutowała w Metropolitan Opera (w Rinaldo Haendla, śpiewając partię tytułową na zmianę z Marilyn Horne), zaś w 1993 w mediolańskiej La Scali (partia tytułowa w Tankredzie Rossiniego).
Występowała w największych teatrach operowych świata, m.in. Seattle Opera, San Diego Opera, San Francisco Opera, Houston Grand Opera, Dallas Opera, Milwaukee’s Florentine Opera, Michigan Opera Theatre, Minnesota Opera, Atlanta Opera, Vancouver Opera, Canadian Opera Company, Staatsoper Unter den Linden, Deutsche Oper Berlin, Alte Oper we Frankfurcie nad Menem, Gran Teatre del Liceu, Teatro Bellini, Teatro La Fenice, Teatro di San Carlo, Théâtre du Châtelet i Opéra Bastille w Paryżu, Teatro Real w Madrycie oraz w warszawskim Teatrze Wielkim – Operze Narodowej.
Była ceniona szczególnie za interpretacje ról w operach Georga Haendla i Gioacchino Rossiniego. W jej dorobku były ponadto nagrania pieśni (m.in. pieśni rosyjskie: Czajkowskiego, Rachmaninowa, Musorgskiego, polskie: Chopina, Karłowicza), jak i dzieł oratoryjnych i symfonicznych. Na estradzie często partnerował jej mąż, pianista Jerzy Marchwiński.
W sezonie 2008–2009, po 25 latach, artystka powróciła do Metropolitan Opera w roli La Cieca (Niewidoma) w operze Amilcare Ponchiellego '
W 2007 w filmie Aria Diva wykonała dwa utwory stanowiące część podkładu muzycznego.

## Książki
- W roku 2001 ukazał się obszerny wywiad-rzeka przeprowadzony przez Dorotę Szwarcman, zatytułowany: Razem w życiu i muzyce. Rozmowy z Ewą Podleś i Jerzym Marchwińskim[6].
- W 2013 roku ukazała się biografia artystki, napisana przez Brigitte Cormier, pt. Ewa Podleś. Contralto assoluto[7].

## Wybrany repertuar Ewy Podleś
- opery:
  - Tankred (rola tytułowa),
  - Kopciuszek (rola tytułowa),
  - Cyrulik sewilski (Rozyna),
  - Juliusz Cezar (rola tytułowa, także partia Kornelii),
  - Orfeusz i Eurydyka (Orfeusz),
  - Carmen (rola tytułowa),
  - Norma (Adalgisa),
  - Semiramida (Arsace),
  - Cyrus w Babilonii (Ciro di Babilonia) (rola tytułowa)
  - Bal maskowy  (Ulryka),
  - Don Carlos (Eboli),
  - Trubadur (Azucena),
  - Falstaff (Pani Quickly),
  - Elektra (Klitamnestra),
  - Rusałka (Jeżibaba).
- muzyka symfoniczna i oratoryjna:
  - Requiem Giuseppe Verdiego
  - II i III Symfonia Gustava Mahlera
  - Te Deum Krzysztofa Pendereckiego.

## Odznaczenia i nagrody
- Złoty Medal „Zasłużony Kulturze Gloria Artis” (2006)[8]
- Medal Fundacji Kościuszkowskiej za wybitne zasługi dla krzewienia kultury polskiej i amerykańskiej (2005)
- Krzyż Komandorski Orderu Odrodzenia Polski (2003)[9]
- Złote Berło – nagroda Fundacji Kultury Polskiej za całokształt działalności artystycznej (2003)[10]
- Nagroda im. Andrzeja Hiolskiego za tytułową rolę w Tankredzie Gioacchino Rossiniego w Teatrze Wielkim w Warszawie[11] (2000)
- Grand Prix Tchaikovsky – nagroda przyznawana przez Academie du Disque Francais (1993)
- Złoty Orfeusz – nagroda Francuskiej Akademii Płytowej za recital arii operowych wydanych przez wytwórnię „Forlane” (1991)
- II miejsce oraz nagroda specjalna im. Giuletty Simionato dla najlepszego głosu mezzosopranowego na Międzynarodowym Konkursie Wokalnym w Barcelonie (1981)
- I nagroda na IX Międzynarodowym Konkursie Śpiewaczym w Rio de Janeiro (ex aequo z Francine Leurent) (1979)
- III nagroda na 25. Międzynarodowym Konkursie Wokalnym w Tuluzie (1979)[12]
- III nagroda na Międzynarodowym Konkursie Muzycznym im. Piotra Czajkowskiego w Moskwie (1978)[13]

## Upamiętnienie
Międzynarodowe Stowarzyszenie Hodowców Irysów z siedzibą w Nowym Jorku nadało w roku 2002 nazwę „Ewa Podleś” specjalnie na jej cześć wyhodowanej odmianie irysa.